# Austral-Asia Cup
De Austral-Asia Cup was een internationaal crickettoernooi dat werd gehouden tussen de beste testcricketlanden uit Azië en Oceanië. De spelvorm was het One Day International, de eendaagse wedstrijden over 50 overs. Het toernooi is drie keer gehouden, telkens in het Emiraat Sharjah in de Verenigde Arabische Emiraten. Omdat er geen ruimte meer was op de kalender, bleef het bij deze edities.
Pakistan wist alle drie de edities te winnen.
De volgende 6 landen hebben meegedaan:
- Australië (3x)
- Bangladesh (1x)
- India (3x)
- Nieuw-Zeeland (3x)
- Pakistan (3x)
- Sri Lanka (3x)
- Verenigde Arabische Emiraten (1x)

1986
De eerste editie werd gehouden in 1986 en vijf landen deden mee. In de eerste ronde versloeg Pakistan Australië en versloeg India Nieuw-Zeeland. Sri Lanka was rechtstreeks geplaatst voor de halve finale waarin het van India verloor. In de andere halve finale was Pakistan de betere van Nieuw-Zeeland. Pakistan won de finale van India; India kwam tot 245-7. Pakistan eindigde op 248-9.
1990
In 1990 deed Bangladesh voor het eerst mee. De zes landen werden in twee groepen verdeeld. Daarin werden Bangladesh en India uitgeschakeld. In de halve finales was Australië de betere van Sri Lanka en versloeg Pakistan Nieuw-Zeeland. In de finale kwam Pakistan op 266-7 en bij 230 ging Australië all-out.
1994
In de laatste editie nam de Verenigde Arabische Emiraten de plaats in van Bangladesh en speelde het zijn allereerste One Day International. Ook nu waren er twee groepen en met Sri Lanka bleef het gastland achter in de eerste ronde. In de halve finales versloeg India Australië en Pakistan won van Nieuw-Zeeland. Pakistan startte in de finale en scoorde 250-6. India ging all out op 211.